# Jean-Baptiste d'Hane-Steenhuyse
 (octobre 2018).
Jean-Baptiste, comte d'Hane-Steenhuyse (né le 21 août 1757 à Gand et mort le 17 janvier 1826 à Gand) est un homme politique belge.

## Biographie
Jean-Baptiste naquit à Gand, le 21 août 1757. Comme député aux États de Flandre, il prit une part active au soulèvement du pays contre la domination autrichienne, pendant les années 1789 et suivantes ; le 25 novembre 1789, il fut désigné par le comité général de la ville de Gand, pour se rendre, conjointement avec l'avocat J.-B. Gyselinck, auprès du comité des États de Brabant à Bréda, en qualité de plénipotentiaire, afin de s'entendre avec ce comité au sujet des mesures à prendre dans l'intérêt des provinces révoltées. Il fut ensuite membre du comité général à Gand, puis nommé député à l'assemblée générale des États-Belgiques-Unis à Bruxelles, où il signa, le 11 janvier 1790, l'acte d'union avec les autres députés de la Flandre : Jean Pammeleire, abbé de Ninove, Presie, abbé d'Eeckoute, Castel San Pietro, député du clergé de Gand. P.-J. De Pauw, chanoine, député du clergé de Bruges, le marquis de Rodes, J.-P. Roelands, pensionnaire, de Schietere-Caprycke, M. Pyl, Du Tayt, J. de Lannoy, Eugène Van Hoobrouck, député de la châtellenie d'Audenarde, J. De Smet, député du pays d'Alost et C.-J. de Grave.
Il fit partie du conseil général de la préfecture de 1806 à 1813, et fut nommé intendant du département de l'Escaut, fonctions substituées à celles de préfet, pendant la période transitoire de 1814 à 1815, et qu'il conserva jusqu'à l'installation du chevalier De Coninck comme gouverneur de la province de Flandre-Orientale. Le comte d'Hane-Steenhuyse devint successivement membre de la première chambre des États généraux, membre de l'ordre équestre de la Flandre orientale, chambellan du roi des Pays-Bas et chevalier de l'ordre du Lion belgique.
Il est surtout connu comme ayant donné l'hospitalité au roi Louis XVIII, pendant les Cent-Jours. L'hôtel d'Hane-Steenhuyse, à Gand, avait abrité en 1811, le roi et la reine de Westphalie, en 1814, l'empereur de Russie, et il reçut en 1816, 1818 et 1820, le roi des Pays-Bas et le prince d'Orange, le futur Guillaume II.
De son mariage avec une marquise de Rodes, le comte d'Hane eut sept enfants, dont le comte Charles d'Hane-Steenhuyse (né en 1787, chambellan du roi des Pays-Bas, échevin de Gand en 1830, membre de l'ordre équestre de la Flandre orientale, et de la chambre des représentants de Belgique), le lieutenant général Constantin d'Hane-Steenhuyse, (né en 1790, mort en 1850, ministre belge de la Guerre), le comte Jean-Baptiste d'Hane-Steenhuyse (sénateur du royaume de Belgique, inspecteur administrateur de l'Université de Gand).
Jean-Baptiste d'Hane-Steenhuyse décéda à Gand le 17 janvier 1826.

## Distinctions
- Chevalier de l'ordre du Lion néerlandais

## Source
- Émile Vanenbergh, « D’Hane-Steenhuyse », dans Biographie nationale de Belgique, t. VIII, 1884-1885, col. 680-682.